# Pointe Caraïbe
Pour les articles homonymes, voir Caraïbes (homonymie).
La Pointe Caraïbe est un cap de Guadeloupe.

## Géographie
Il se situe à l'ouest de la Sainte-Rose et à l'est de la plage de la Ramée. Il est séparé de Sainte-Rose par la rivière Salée. 